# Monumento a los Fueros (Pamplona)
El Monumento a los Fueros, en Pamplona, conmemora la Gamazada. Se levantó a principios del siglo XX, en 1903, por suscripción popular de los navarros a iniciativa del pamplonés Fiacro Iráizoz Espinal, comediógrafo, y Manuel Jimeno Egúrvide. Es una obra que responde al proyecto diseñado por el arquitecto Manuel Martínez de Ubago, en colaboración con su hermano, José que, además de arquitecto, era también escultor y fue el autor de la figura que corona el monumento, figura conocida como la matrona foral. Es un conjunto de estilo ecléctico en la línea a los aplicados en los monumentos a Colón de Barcelona y de Madrid.
Levantado en la parte oriental del Paseo de Sarasate de Pamplona, entre Casa Baleztena, junto a la Plaza del Castillo, y el Edificio del Banco de España, en la Avenida de San Ignacio, está frente a la fachada occidental del Palacio de Navarra, actualmente sede del Gobierno de Navarra y entonces sede de la Diputación Foral de Navarra, y mira hacia el otro lado del paseo, donde está el actual Parlamento de Navarra; este paseo es también aún conocido popularmente por el vecindario como Paseo Valencia.

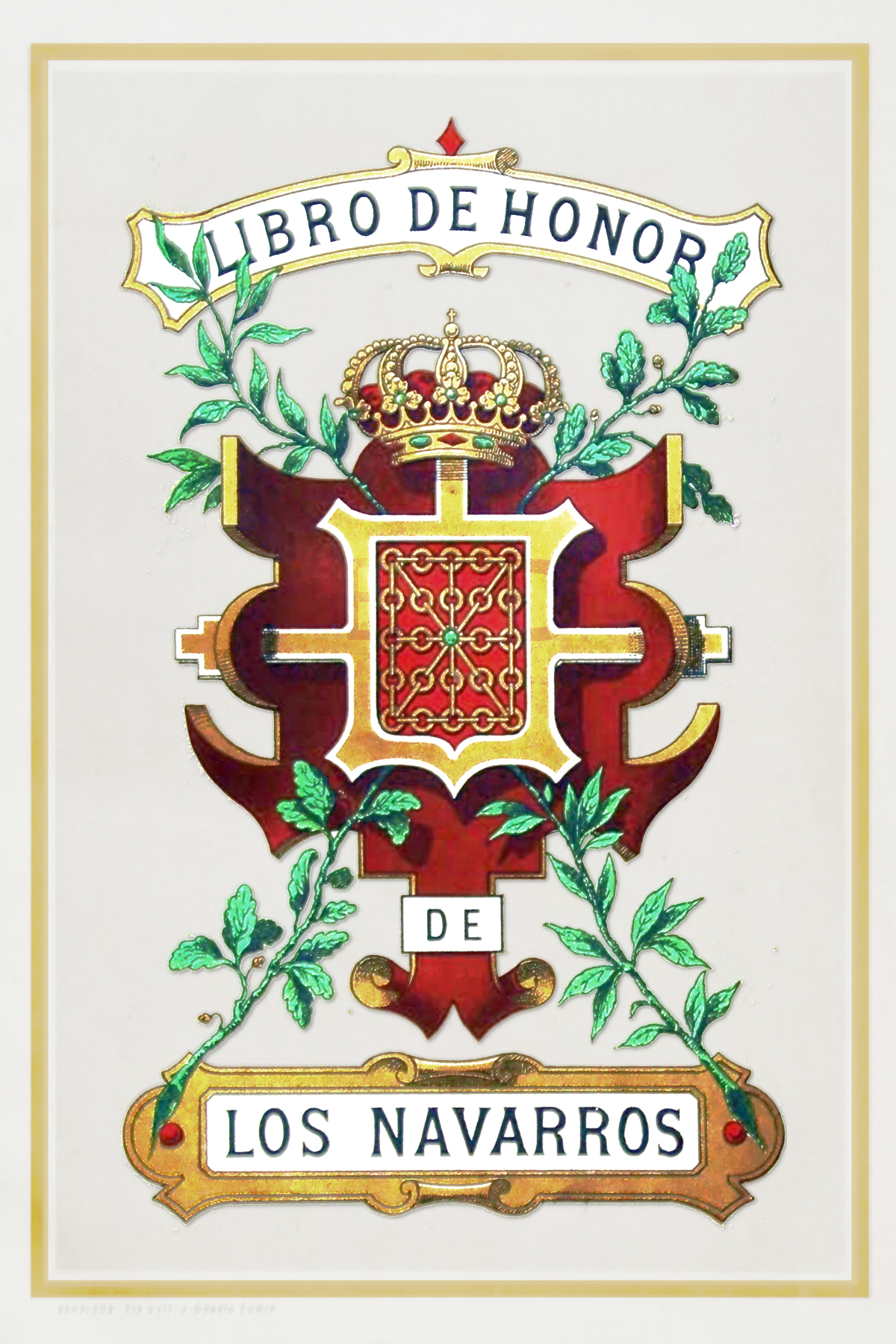
Libro de Honor de los Navarros

## Contexto histórico
El 4 de junio de 1893 se llevó a cabo en Pamplona una numerosa manifestación de protesta contra el ministro de Hacienda, Germán Gamazo, y contra el Gobierno de España que había aprobado en los presupuestos de 1893-94 algunos artículos que cuestionaban los derechos de Navarra reconocidos por la Ley Paccionada firmada el 16 de agosto de 1841.
La protesta estuvo liderada por la Diputación Foral de Navarra y obtuvo el respaldo mayoritario de la población, materializado en la firma de adhesión a la iniciativa de la Diputación Foral por parte de 120.000 personas sobre una población de 300.000. Todas ellas se publicaron en un volumen titulado "Libro de Honor de los Navarros: Protesta Foral de Navarra'" que vio la luz en el mismo año de 1893 y costeado por Esteban Pérez-Tafalla Urtasun.
En estas fechas Hermilio de Olóriz escribe la letra de un Himno a los Fueros y Felipe Gorriti compone la música. El 24 de septiembre de 1893 la Orquesta Santa Cecilia y el Orfeón Pamplonés lo estrenan.
Es este acontecimiento el que desencadena una oleada de calles, plazas y avenidas dedicadas a los Fueros, o a la Gamazada, en ciudades y pueblos de toda Navarra.

## Historia de su construcción

### Los "padres de la idea"
En recuerdo de estos sucesos, el comediógrafo pamplonés, Fiacro Iráizoz Espinal, y el médico agoizco, Manuel Jimeno Egúrvide, mediante sendos artículos en los medios locales, lanzaron ideas afines sobre erigir un monumento a los Fueros. 
Manuel Jimeno, en El Liberal Navarro del 6 de junio de 1893 en un artículo titulado "Una idea" habla de una lápida conmemorativa en mármol blanco y colocada «en la fachada del Palacio Provincial», sobre uno de los pilares, con el siguiente texto:

«¡Ad perpetuam rei memoriam!

El día 4 de Junio de 1893

la provincia de Navarra

representada por los alcaldes de sus 269 pueblos

se reunió aquí

para protestar de la conculcación del fuero,

marchando por las calles de

la capital

en ordenada y pacífica manifestación

más de 15.000 hombres,

sin distinción de clases ni partidos»
Manuel Jimeno Egúrvide, El Liberal Navarro, 6 de junio de 1893

Fiacro Iráizoz, por su parte, manda una artículo el mismo día a varios medios, según recoge Olóriz. Propone la «un día fijo del año, instituido como fiesta regional (la fiesta de los Fueros) y «un monumento al aire libre» que adorne la capital:

«Nada de subvenciones ni sacrificios costosos. ¿La idea es para el pueblo? pues el pueblo es el llamado á realizarla. Una suscripción popular y el entusiasmo que tenemos todos, son suficientes para llevarla á cabo.»
Fiacro Iráizoz, 6 de junio de 1893

Tanto la Diputación Foral como el Ayuntamiento de Pamplona recogen ambas ideas y, unos días más tarde, el 16 de junio, lo anuncian en la prensa local. En la base 1ª expresan literalmente:

«El pueblo navarro, por su propio esfuerzo y como debido amor á sus instituciones, erigirá un Monumento á los Fueros aceptando la idea propuesta por su paisano D. Fiacro Iráizoz y Espinal, monumento que perpetúe el amor ardiente del país á tan sagradas leyes y su inquebrantable propósito de defenderlas y venerarlas. Es parte integrante del monumento, la conmemoración, por inscripción detallada, del acto colectivo realizado por los navarros ante la amenaza de sus franquicias el día 4 de Junio del presente año, según lo propuesto por D. 
Manuel Jimeno y Egúrvide.»
Alocución de la Diputación Foral y el Ayuntamiento de Pamplona, 16 de junio de 1893.

Así que, al proponer que sea costeado mediante suscripción popular, marca «una cuota mínima de 25 céntimos de peseta y máxima de 25 pesetas.»

### El proyecto
Las propuestas tuvieron una fuerte acogida y ese mismo año se presentó un proyecto por el arquitecto Manuel Martínez de Ubago, quien finalmente llevó a cabo la obra. Precisamente será este carácter popular el que marcará un ritmo pausado por falta de presupuesto para afrontar las obras.
En 1895 se realizan las tareas de cimentación y en febrero de 1903 se colocan las figuras alegóricas esculpidas por el marmolista pamplonés Ramón Carmona (Pamplona, 1871-1929) en piedra de Angulema. Para su elaboración el escultor tomó como modelos a jóvenes vecinos. Igualmente llega en esas fechas la figura femenina en bronce realizada por su hermano José que tomó como modelo a la joven pamplonesa Rosa Oteiza Armona, con la que mantuvo una relación sentimental. La imagen de la matrona es una alegoría de Navarra en cuya mano derecha sostiene unas cadenas, símbolo perteneciente al escudo de Navarra; mientras que en su mano izquierda levanta un pergamino en el que se lee "Ley Foral".
Las cinco placas de bronce de la base fueron colocadas en 1905, con textos redactados por Hermilio de Olóriz, escritor y archivero de la Diputación. El contenido de las dos placas en vascuence se entendió que tenía un mensaje cargado de fuerte sesgo nacionalista vasco. La polémica que suscitó este hecho motivó que el monumento no se inaugurara oficialmente, a pesar de que ya se habían acuñado medallas conmemorativas para la ocasión.

## Descripción
Según la historiadora del arte, Asunción Orbe Sivatte, se trataría de la primera obra importante del arquitecto Manuel Martínez de Ubago (Pamplona, 1869-Zaragoza, 1928) en su etapa pamplonesa (1892-1907) y, en general, de toda su carrera profesional ya que contaba con 24 años y acababa de terminar su carrera en Madrid. Presentó un «proyecto que la opinión pública sancionó con un aplauso y que de propios y extraños mereció calurosas felicitaciones», según recogía el rotativo La Tradición Navarra el 18 de febrero de 1895.
La idea primera fue levantarlo en la Plaza de la Constitución, actualmente llamada Plaza del Castillo, pero las dificultades recaudatorias llevaron a variar esta ubicación.
Con una altura de 23,40 metros, mantiene la línea seguida en la elaboración de otros monumentos conmemorativos coetáneos. Se trata de un monumento estilizado, apoyado sobre una base o pedestal de forma pentagonal y de gran altura (5 metros), y un segundo cuerpo en forma de prisma sobre el que se asienta la columna que sostiene la figura femenina que remata el conjunto.
El coste del monumento ascendió a 200.000 pesetas. La obra se entregó el mayo de 1903, diez años después de su inicio, aunque faltaban las inscripciones en bronce que todavía tardarían dos años más en ser incorporadas. La caída progresiva de ingresos hizo que el proyecto inicial se viera trastocado, como se puede observar en la portada de la publicación Navarra ilustrada (1894), pues se pretendía mostrar en la cima a un joven atlético dando amparo un guerrero que simbolizarían «la edad moderna protegiendo y defendiendo a la antigua».

### Elementos constitutivos del monumento
| Nombre                        | Autor                  | Material                                              | Dimensiones                      | Descripción | Foto |
| ----------------------------- | ---------------------- | ----------------------------------------------------- | -------------------------------- | --- | ---- |
| Matrona Foral                 | José Martínez de Ubago | Bronce                                                | 5,5 m de altura 5 tm de peso     | La estatua que culmina el monumento es una figura de más de cinco metros de altura, una mujer vestida al modo clásico que supone una alegoría de Navarra. Coronada en recuerdo de que fue reino, porta en su mano derecha las cadenas rotas, símbolo de la libertad conquistada, y en la izquierda, alzada, un pergamino que proclama la Ley Foral. |      |
| Columna superior              |                        | Piedra (capitel) Mármol rojo (columna) Bronce (placa) | 4 m de altura                    | Sostiene la figura alegórica de Navarra, la matrona foral, y presenta una cartela con la fecha final en que se levantó, "1903". |      |
| Cuerpo central                | Ramón Carmona          | Piedra de Angulema                                    | 8 m de altura                    | Presenta, en la cara que mira al paseo, los escudos grabados de Pamplona sobre el de Navarra, de mayor dimensión, sobre un crismón. En la cara de su derecha está el escudo de Estella, le sigue el escudo de Sangüesa, el escudo de Olite y, finalmente, el escudo de Tudela que vuelve a dar paso al de Navarra y Pamplona. |      |
| Alegorías                     | Ramón Carmona          | Piedra de Angulema                                    | 8 m de altura                    | Estas figuras asentadas sobre una cornisa que da paso al resto de la base o zócalo pentagonal. Empezando por la cara que mira hacia el paseo, delante del escudo de Navarra (con el de Pamplona sobrepuesto), está la alegoría de la Paz (izquierda) y la del Trabajo (derecha). Le siguen dando la vuelta la Historia, la Autonomía y la Justicia, «que era lo que pedían los navarros apoyándose en razones de justicia y de historia.»                                             |      |
| Cornisa del basamento         |                        | Piedra mármol de Almándoz                             | 5 m de altura y 7 m de anchura   | Inspirado en un estilo de arquitectura románica, muestra unos capiteles con una moldura sostenida por matacanes donde se hallan los escudos de los principales pueblos que antiguamente tenían asiento en las Cortes de Navarra, también llamadas buenas villas. Muestra en sus cinco frentes placas de bronce, otras tantas inscripciones. Tres en español, una en euskera y una última tiene la particularidad de pretender mostrar un texto en euskera usando caracteres ibéricos. |      |
| Basamento o zócalo pentagonal |                        | Piedra de Tafalla                                     | 1 m de altura y 18 m de diámetro | Cuenta con cinco escalinatas alrededor del conjunto, entre cuyos espacios de separación hay sendos pilares unidos con cadenas pendientes simbolizando las usadas en el escudo de Navarra. |      |

### Inscripciones en bronce
Las inscripciones que figuran en la base son cinco. Las traducciones son las publicadas en la época, en 1907:
- Una redactada en euskera y escrita en caracteres ibéricos por el arqueólogo Rdo. P. Fita, de la Compañía de Jesús, cuyo contenido pretender ser:

I.—«Gu Euskaldunak beste, jaun eztegu Jaun-Goikoa baizik; atzekoari ostatatua ematen degu onirizbero, baño eztegu nai ayen uztarria jazan: aditu ezazute ondo, gure semeak.»

(En español: «Los Euskaldunas, que no tenemos otro señor que el Señor de lo Alto, acostumbramos dar cariñosa hospitalidad al extranjero, pero no queremos soportar su yugo. Sabedlo vosotros, nuestros hijos.»)
- En lengua euskara y en caracteres latinos, ésta:

II.—«Gu gaurko Euskaldunok, gure aitaroen illezkorren oroipenean, bildu gera emen gure Legea gorde nai degula erakusteko.»

(En español: «Aquí estamos los Euskaldunas de hoy, congregados por respeto a la memoria de nuestros padres, para rechazar un acto de fuerza.»)
- En lengua castellana las tres siguientes:

III.-«Juraban nuestros Reyes guardar y hacer guardar los Fueros sin quebrantamiento alguno, mejorándolos siempre y nunca empeorándolos, y que toda trasgresión a este juramento sería nula, de ninguna eficacia y valor.» (De la l. s. tit. 1º de la Nov. Rec.)
IV.- «La incorporación de Navarra a la corona de Castilla fue por vía de unión principal, reteniendo cada reino su naturaleza antigua, así en leyes como en territorio y gobierno.» (De la ley 6ª de las Cortes de Olite del año 1645).

V.- «Se erigió este monumento para simbolizar la unión de los navarros en la defensa de sus libertades, libertades aún más dignas de amor que la propia vida".»

## Estilo
El estilo empleado en el conjunto corresponde con el eclecticismo de la época. Desde elementos que recuerdan a la arquitectura románica, con una serie de arquillos lombardos, a capiteles más clásicos profusamente decorados con motivos vegetales y florales. El arquitecto aún no muestra el estilo modernista al que se adscribirá más tarde en el resto de sus obras.

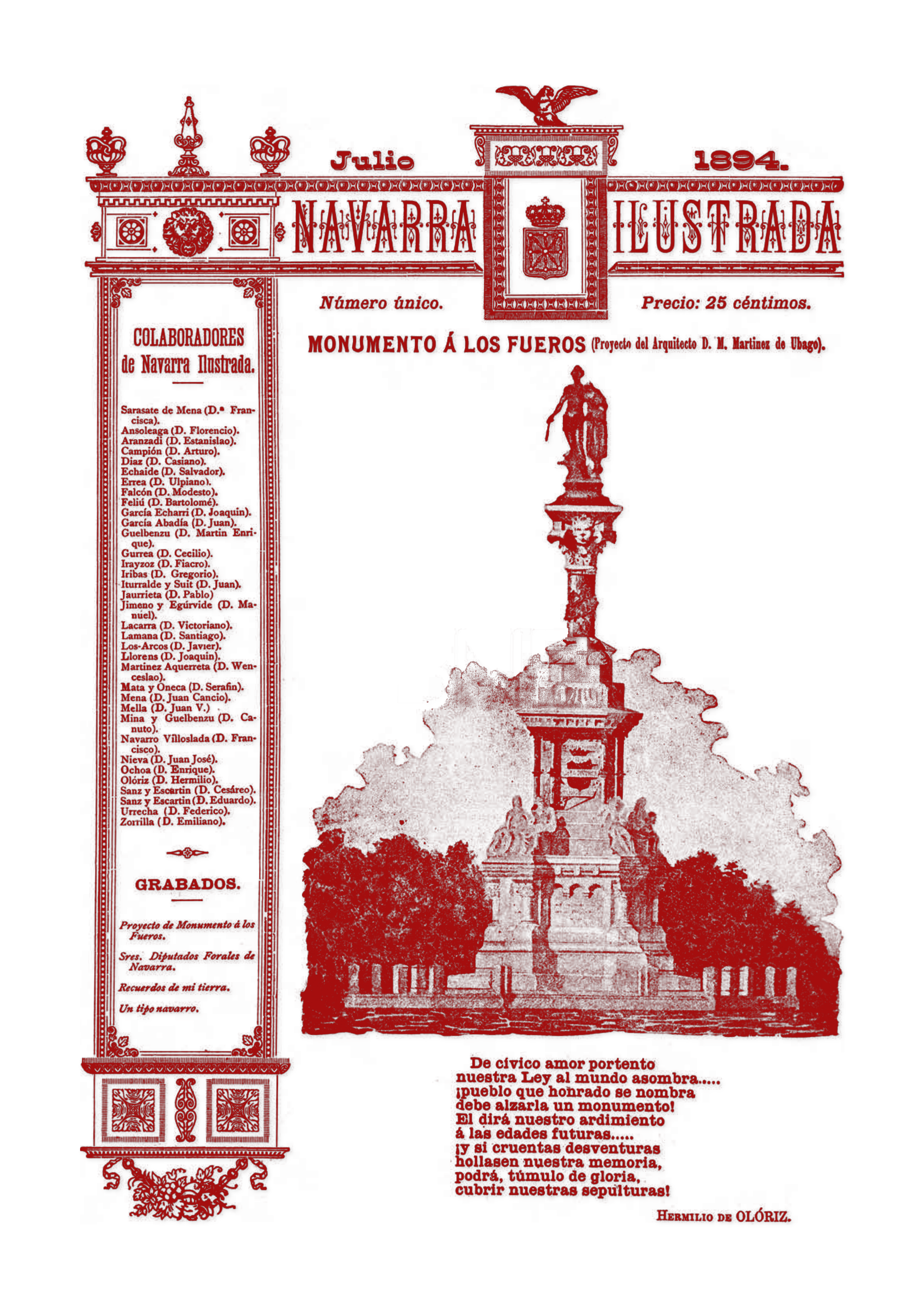
Portada de la publicación "Navarra ilustrada" (1894)

## Usos y significado

### Desde el punto de vista político
Durante la segunda mitad del siglo XIX, como apunta el historiador del arte Ignacio Urricelqui Pacho, las relaciones entre la Diputación Foral y la Corona y Gobierno de España estuvo llena de encuentros y desencuentros «en torno a la cuestión foral». Las instituciones navarras (diputación y ayuntamientos) mantuvieron el máximo respeto hacia símbolos y signos nacionales mediante la adquisición de retratos y litografías de los monarcas españoles y desplegando tales signos en actos y visitas reales. Con todo, no pasaban por alto los continuos intentos del gobierno estatal por erosionar, mermar los derechos forales de la provincia. La reacción popular conocida como la Gamazada estuvo orquestada por las propias instituciones municipales y forales y este monumento a los Fueros es la materialización artística de ese "espíritu" que salió adelante en tanto en cuanto se mantuvo viva la llama que prendió tal reacción y cuyo enfriamiento se vio reflejado en los propios donativos que fueron decayendo y obligaron a revisar "a la baja" las expectativas sobre el proyecto inicial.
La idea patriótica existente entonces en Navarra, en opinión de Urricelqui, buscaba perpetuar «el amor ardiente del país a tan sagradas leyes [los fueros] y su inquebrantable propósito de defenderlas y venerarlas» donde debe interpretarse «como el resultado de un patriotismo navarro, no necesariamente anticastellano». La matrona que corona el conjunto es una alegoría de Navarra sujetando dos signos muy propios como son las cadenas y la "Ley Foral". Además, su base pentagonal, como ya se ha indicado, es una referencia directa a las cinco merindades que durante siglos ha organizado administrativamente esta región. Más áun, se emplearon materiales procedentes de diversas canteras, como Tafalla, Tudela o Aizcorbe, además de mármol de Almándoz, trasladando el mensaje, el deseo, de que fuera erigido con los recursos propios de Navarra.
El Aralar, diario católico fuerista, escribía en 1894:

El Monumento a los Fueros es la expresión perenne de un sentimiento que por medios fugaces suele, de ordinario, manifestarse.
El Monumento a los Fueros es la petrificación del entusiasmo navarro. Las piedras que lo construyan, como los volcanes, guardarán fuego en su seno: fuego que el hierro forjado en el Pirineo sabrá hacer brotar cuando las libertades patrias peligren.
Es preciso que ese Monumento sea digno de la Navarra de ayer, de la Navarra de hoy, de la Navarra de mañana, porque al mismo tiempo es recuerdo, protesta y esperanza.
El Aralar, 3 de julio de 1894

En esta plasmación artística quedó palpable el discurso regionalista dominante, el navarrismo, aunque no fue unívoco puesto que se presentaron, y quedaron de hecho plasmados también, matizaciones de orientación vasquista de la mano de Hermilio de Olóriz, que fue el autor de los textos que se incluyen en las cinco placas en bronce que se muestran en la base del monumento, tres en castellano y dos en euskera, uno de ellos en supuestos caracteres ibéricos. Estas alusiones "navarristas" fueron interpretadas como "anticastellana"s, sin llegar al separatismo, pero produjeron en la época una polémica que, seguramente, conllevó a que, finalmente, el monumento no fuera oficialmente inaugurado.
El mejor ejemplo, con todo, de que el "espíritu de la Gamazada" no implicó merma alguna en el respeto a los signos nacionales fue que en 1902 la misma Diputación y los ayuntamientos participan en la construcción de un monumento en Madrid dedicado a Alfonso XII y de que encargan nuevos retratos del monarca.
A lo largo del siglo XX, por otra parte, el conjunto se convierte en "icono foral" como se evidencian en los propios carteles de San Femín (1893, 1899, 1900, 1901 y 1904).

### Desde el punto de vista artístico
Para el historiador del arte José Javier Azanza López, «la ejecución del monumento a los Fueros supuso sin duda el arraigo del género en Navarra, de manera que en el transcurso de las dos primeras décadas del siglo XX se levantaron monumentos conmemorativos en distintos puntos de nuestra comunidad, en los que se amplía la variedad tipológica y la naturaleza de los homenajeados, desde santos a guerrilleros, pasando por escritores y músicos.» Este arraigo se verá consolidado en los años 20 del siglo XX con las obras de dos escultores como Fructuoso Orduna y Ramón Arcaya, que dejaron una amplia producción de escultura pública por la geografía navarra. Tampoco se pretende minusvalorar obras realizada con anterioridad, especialmente en varios bustos y arte funerario, pero será sin duda este monumento el hito que marcará el viraje en esta línea de arte escultórico.
Lleno de mensajes simbólicos, la reiterada aparición del número cinco (columnas, pentágono, número de escudos, leyendas, etc.) es una referencia directa a las cinco merindades que integran Navarra. Según recogía "La Avalancha" en 1907: «Descansa este monumento sobre una robusta base formada por un cuerpo o zócalo pentagonal, contrafortado en los cinco ángulos por espigones que rematan en gruesas columnas que simbolizan las cinco merindades que constituyen el reino de Navarra.» Estas columnas, «tanto por su altura como por su grosor traen a la memoria las de la cripta del Monasterio de Leyre.»

## Conservación
En el año 2010 se realizaron varias labores de restauración del monumento con un coste cercano a los 40.000 euros cuya objetivo principal fue la limpieza del conjunto durante cinco semanas.